# Convolvulus pseudocantabricus
Convolvulus pseudocantabricus är en vindeväxtart som beskrevs av Alexander Gustav von Schrenk. Convolvulus pseudocantabricus ingår i släktet vindor, och familjen vindeväxter. Inga underarter finns listade i Catalogue of Life.